# Маккартан, Джек
Джек Маккартан (англ. Jack McCartan; полное имя Джон Уильям Маккартан — John William McCartan; род. 5 августа 1935, Сент-Пол, Миннесота) — американский хоккеист, вратарь.
Учился в Университете Миннесоты, где выступал за студенческие команды по хоккею и бейсболу. Как хоккейный вратарь «Миннесота Голден Гоферс» Маккартан вошёл в символическую сборную NCAA-Запад (1958) и в первую символическую сборную подразделения Western Intercollegiate Hockey League (1957, 1958). Как бейсболист был игроком третьей базы, по данным сайта «Гоферс» трижды входил в символическую сборную подразделения Big Ten (1956—1958), в 1958 году попал во вторую всеамериканскую символическую сборную, в 1956 году бейсбольные «Гоферс» с Маккартаном в составе стали чемпионами NCAA. Был приглашён на просмотр клубом МЛБ «Вашингтон Сенаторс», однако в МЛБ не сыграл. В 1959 году сыграл за сборную США на бейсбольном турнире Панамериканских игр, где команда стала бронзовым призёром. Отслужил в армии США.
В том же 1959 году, несколькими месяцами ранее, Джек участвовал в хоккейном чемпионате мира, защищая ворота американцев в 5 матчах из 8 проведённых ими, команда заняла 4-е место. В 1960 году, на Олимпийских играх в Скво-Вэлли, Маккартан провёл все семь матчей; американцы выиграли все матчи, при этом Канада и СССР были обыграны с разницей в один гол. Маккартан был признан лучшим вратарём олимпийского хоккейного турнира; его ключевую роль в успехе команды отметил её тренер Джек Райли.
После Олимпиады его пригласил в состав клуб НХЛ «Нью-Йорк Рейнджерс», в сезоне 1959/60 он провёл за них 4 игры. В следующем сезоне Маккартан пропустил 35 голов в 8 матчах за «Рейнджерс» и выпал из состава команды, оказавшись в «Китченер-Уотерлу Биверс» — фарм-клубе «Рейнджерс», выступавшем в Eastern Professional Hockey League. Второго шанса сыграть в официальных матчах НХЛ он не получил; в 1962—1972 годах выступал в профессиональных лигах «второго ряда»: Западной (за команды «Лос-Анджелес Блейдс», «Сан-Франциско Силз» / «Калифорния Силз», «Сан-Диего Галлз») и Центральной («Сент-Луис Брейвс», «Омаха Найтс»). Выступая за «Сан-Диего», включался в первую (1970, 1971) и вторую (1969) символические сборные Западной хоккейной лиги.
В 1972 году клуб — представитель Миннесоты в новосозданной ВХА, «Миннесота Файтинг Сейнтс», пригласил опытного вратаря в свой состав. В сезоне 1972/73 Маккартан и Майк Карран составили вратарский дуэт «Сейнтс», затем Маккартан вошёл в тренерский штаб команды, отойдя от игры (в 1973—1975 гг. он сыграл лишь 4 матча в ВХА, а также 6 матчей за «Санкост Санс» из малозначительной Южной хоккейной лиги, затем завершил игровую карьеру). Должность тренера-ассистента в «Сейнтс» Маккартан занимал до 1977 года. Также в ходе 3-х матчей ВХА он исполнял обязанности главного тренера команды. В сезоне 1977/78 — главный тренер команды «Сент-Пол Вулканс» из United States Hockey League.
Был скаутом «Нью-Ингленд Уэйлерс» и «Ванкувер Кэнакс».
Член Зала славы ИИХФ (1998). Член Зала хоккейной славы США (1983).